# Lester James Peries
Lester James Peries est un réalisateur, scénariste, producteur et monteur srilankais, né le 5 avril 1919 à Dehiwala et mort le 29 avril 2018 à Colombo.

## Biographie
Lester James Peries est la figure majeure (et presque la seule) du cinéma srilankais au XXe siècle. 
Il a notamment porté à l'écran plusieurs œuvres de son compatriote, le romancier Martin Wickramasinghe.

## Filmographie

### Réalisateur
- 1956 : La Ligne du destin (Rekava)
- 1960 : Sandesaya
- 1963 : Changement au village (Gamperaliya)
- 1966 : Devolak Athara
- 1967 : Ran salu
- 1969 : Golu hadawatha
- 1970 : Le Trésor (Nidhanaya)
- 1972 : Desa Nisa
- 1972 : Akkaa Paha
- 1974 : The God King
- 1976 : Madol Duwa
- 1977 : Ahasin Polawatha
- 1979 : Veera Puran Appu
- 1980 : Baddegama
- 1982 : Kaliyugaya
- 1983 : Yagunthaya
- 1990 : Awaragira
- 2003 : Le Domaine (Wekande Walauwa)

### Scénariste
- 1956 : La Ligne du destin (Rekava)
- 1960 : Sandesaya
- 1966 : Devolak Athara
- 1980 : Baddegama
- 2003 : Le Domaine (Wekande Walauwa)

### Producteur
- 1978 : Gahanu Lamai

### Monteur
- 1963 : Changement au village (Gamperaliya)

## Décorations
- Commandeur de l'ordre des Arts et des Lettres Il est fait commandeur le 21 février 1997[2].